# Mansja
Mansja war ein persisches Massenmaß. Das Gewichtsmaß galt vorwiegend beim Verkauf von Färberkrapp-Wurzeln (Ruynas).
- 1 Mansja = 12 Pfund